# 明康
明康（發音：[mɪ́ɴɡàʊɴ]，1373年—1422年），旧译明恭，或稱明康一世，本名敏瑞（မင်းဆွေ，發音：[mɪ́ɴ sʰwè]），《明史》作那羅塔。他是緬甸阿瓦王朝君主，1400年至1422年間在位。明康是前任國王德勒帕耶的弟弟。明康以其與宿敵勃固國王羅娑陀利間的戰爭而聞名。

## 生平

### 早年
阿瓦國王明基蘇瓦紹蓋在一次對孟養的征戰中邂逅了敏瑞的母親紹貝扎。1373年，敏瑞出生於一個名叫加尊嫩（Gazun Neint）的小村。不久，紹貝扎帶著孩子來到阿瓦王宮，被明基蘇瓦紹蓋立為妃子。明基蘇瓦紹蓋與紹貝扎還生有一子一女帝陀和杜巴巴代維。
敏瑞在阿瓦長大，他的童年並不順遂，長期面臨長兄德勒帕耶的霸凌。1381年（或1382年），明基蘇瓦紹蓋不得不將8歲的敏瑞與其弟帝陀送往賓里附近的僧院，以隔離孩子的紛爭。敏瑞與帝陀跟隨院裡的高僧學習、四處遊歷，足跡曾達東敦枝、敏巫、額貝、勃登（Padein）。1385年，德勒帕耶被立為王儲，敏瑞則受封為賓齊（Pyinzi）小鎮的長官。
1385年至1386年，敏瑞與德勒帕耶受命各領一路軍南征勃固（德勒帕耶軍約七千兵、500騎兵、20戰象，敏瑞軍約六千兵、500騎兵、20戰象），以德勒帕耶為全軍統帥，名將梯羅伐與登卡杜紹南隨軍輔佐。阿瓦軍攻佔勃固許多領地，但苦戰五個月也無法攻破勃固的防禦。勃固年輕的國王羅娑陀利曾出城進攻被阿瓦佔領的堡壘盤郊，被德勒帕耶軍擊退，敏瑞軍當時正處在羅娑陀利撤退的路線上。德勒帕耶作為統帥，遣信使命敏瑞軍原地待命，等候德勒帕耶軍抵達後再同時進攻羅娑陀利。然而，敏瑞無視了德勒帕耶的指令，隨即接敵作戰。敏瑞軍大敗，羅娑陀利成功回到勃固。五天後，鑑於雨季即將來臨，阿瓦軍班師回朝。
1386年至1387年，明基蘇瓦紹蓋決定親征，與德勒帕耶各領一軍南征勃固，敏瑞則被分配留守阿瓦。羅娑陀利這次堅守不出，阿瓦軍無法攻破勃固的防禦，在雨季到來前撤軍。1390年至1391年的戰事中，敏瑞再次得到領軍出征的機會，然而這次他隸屬於兄長德勒帕耶的麾下、受其節度。德勒帕耶軍無法攻破盤郊堡壘，明基蘇瓦紹蓋軍則在古圖地區陷入苦戰，此次戰事以雙方簽訂和約告終。
1389年（或1390年），敏瑞與麓川詔法思倫發之女信彌奴婚配，作為兩方關係改善的象徵。然而和平並不長久，三年後雙方即再啟戰事。。敏瑞與信彌奴育有四子女，明耶覺蘇瓦、修畢占他、底哈都、敏耶覺丁。
1400年，明基蘇瓦紹蓋崩逝，德勒帕耶繼位為王。敏瑞與帝陀受到冷落，德勒帕耶只讓二人接觸較少的軍權。德勒帕耶在統治五個月後出現精神失常的症狀，許多王位覬覦者逐漸顯露，敏瑞的實力甚至不足以與這些人並稱。1400年11月，太公總督梯訶波帝暗殺了德勒帕耶，試圖篡奪王位。然而以首相溫秦明耶沙為首的阿瓦廷臣拒絕接受梯訶波帝、並處死了他，轉而擁戴敏瑞繼位。但敏瑞沒有接受，他推薦手握重兵的央米丁總督馬哈標即位。敏瑞的弟弟帝陀再三懇求敏瑞接受王位，都被敏瑞斷然拒絕。隨後，在馬哈標率軍前往阿瓦的路上，帝陀率眾伏擊並殺死了毫無防備的馬哈標。1400年11月25日，敏瑞以明康為稱號即位為王，明康意為「至高無上的王」。

### 統治與征戰

#### 勃固

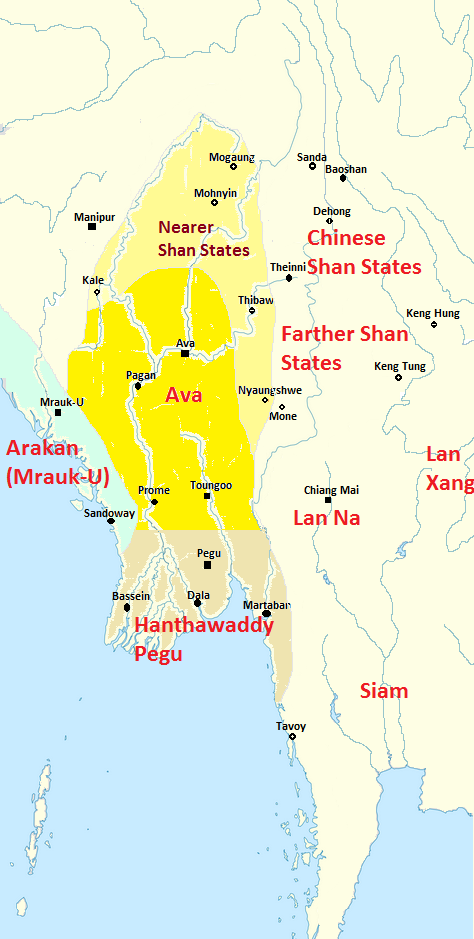
阿瓦王國形勢圖

明康即位後，任命帝陀為實皆總督、並續用溫秦明耶沙為首相。阿瓦王國的王位紛爭讓周邊國家有機可乘，阿臘干人出兵劫掠了伊洛瓦底江西岸的城鎮，勃固國王羅娑陀利則認為阿瓦新王剛登基、權力尚不穩，正好出兵報復阿瓦在其統治早年對其的軍事打擊，自己扶植一位阿瓦國王。
1401年，羅娑陀利準備了足以乘載勃固軍士、戰馬、戰象的運輸船隊，在旱季來臨時即沿伊洛瓦底江北征，勃固軍攻擊了所有江岸的城鎮，並重點攻擊卑謬城與阿瓦城。這是自1391年雙方停戰、簽訂和約以來的第一起戰事，四十年戰爭再啟新篇章。羅娑陀利發動攻勢後，阿瓦對勃固水師毫無招架之力，只能拒守江岸城市、堡壘。勃固水師完全掌控了北抵太公城的伊洛瓦底江。但這不足以使阿瓦屈服，在勃固對古都蒲甘城的進攻作戰失敗後，明康以僧侶為說客與羅娑陀利協商休戰。漫長的休戰協商自1402年4月起至約6月（或7月）。雨季的到來則使羅娑陀利不得不撤回阿瓦境內的水師。
明康逐漸召集了足夠的軍隊，在雨季結束後南征以解卑謬之圍。1402年12月，阿瓦軍在卑謬南方大敗勃固軍，十天後，勃固方要求和談。明康派遣首相溫秦明耶沙至勃固商議和約。五個月後，雙方簽訂和約，以卑謬稍南之處劃定疆界，勃固同意向阿瓦提供每年30頭象、以及勃生地區的部分關稅收入。明康則以其唯一的妹妹杜巴巴代維與羅娑陀利和親。

#### 撣邦
緬甸史書記載，明康派首相溫秦明耶沙率領使節團取得錫箔（1404年至1405年）、洋檜（1405年至1406年）、孟養（1406年至1407年）詔法的臣服。明朝史書則記載，明康自1403年（永樂元年）起開始入貢明朝。1406年（永樂四年），明康出兵攻打孟養，殺孟養詔法刀木旦後佔據其地。明成祖朱棣遣使諭責明康，明康隨後歸還孟養土地、並遣使至明朝謝罪。1408年（永樂六年），明康遣人入貢時再次謝罪。1409年（永樂七年），明康煽動木邦詔法罕賓發反明，罕賓發沒有答應。

#### 阿臘干
1406年，明康以阿臘干數次出兵劫掠阿瓦王國西部領地為由，派長子明耶覺蘇瓦率軍（約一萬人）攻打。1406年11月，明耶覺蘇瓦攻破阿臘干首都隆邑，阿臘干王彌修牟逃至孟加拉，受到蘇丹賈拉魯丁·穆罕默德·沙的庇護。明耶覺蘇瓦立戛里總督阿奴律陀為阿臘干王。

#### 立儲
明康很滿意明耶覺蘇瓦的表現，打算立其為王儲。他聽從首相溫秦明耶沙的建議，將前王德勒帕耶的長子格禮傑當紐派遣至偏遠的戛里任職總督，並嘗試安撫王弟實皆總督帝陀、授與其北方騎兵的管轄權。隨後，明康正式以明耶覺蘇瓦為王儲，以紹敏拉為其妃。帝陀感到被背叛，他向明康訴說如果沒有他的貢獻，明康不可能登上王位，連首相溫秦明耶沙也無法安撫帝陀。後來，明康逮補了帝陀，但在溫秦明耶沙的介入下又釋放了他。1407年，帝陀逃往勃固。

#### 再戰勃固
勃固國王羅娑陀利對阿瓦的軍事擴張保持警戒，他庇護了帝陀，即使這可能被視為對阿瓦的宣戰。羅娑陀利廢棄了與阿瓦的1403年和約，停止供給約定的勃生關稅與30頭大象。同時，明康則試圖鞏固與阿臘干的關係，他以長女修畢占他嫁與阿臘干王阿奴律陀，並派遣資深大臣前往輔佐。明康還派遣使節前往蘭納，據《羅娑陀利起義史》記載，羅娑陀利視此次使節為阿瓦試圖穩固其後方，雙方開戰將不可避免。
1408年3月，羅娑陀利決定先發制人，派軍攻打阿臘干。阿瓦廷臣完全沒意料到勃固竟首先發難，更沒想到竟以阿臘干為目標，阿瓦軍隊此時皆部署於北方。勃固軍於3月底（或4月初）攻破隆邑城，羅娑陀利處死了明康的女婿、阿臘干王阿奴律陀，並將明康的女兒修畢占他納為己妃。明康大怒，下令即刻南征勃固，無視雨季將於一個月後來臨、與首相及大臣們待旱季再行出征的建言。
1408年5月，明康親率大軍（兩萬六千兵、2200騎兵、100戰象）南征。阿瓦軍經東吁南下，後在盤郊遭遇勃固軍、築寨防守，然而此時下緬甸已大雨滂沱。羅娑陀利遣軍襲擊阿瓦的補給線，不久阿瓦軍糧食漸盡。羅娑陀利還曾策劃兩次對明康的暗殺，第一次為對明康的伏擊，因有明康之弟帝陀的相助，勃固部隊幾乎就要拿下明康，然而帝陀臨陣後悔，大呼以警示明康，明康才得以逃逸，帝陀則因此被羅娑陀利處死。第二次則是羅娑陀利以手下大將羅求尼因率領暗殺隊潛入阿瓦軍營，羅求尼因順利進入明康的大帳，明康正在熟睡，羅求尼因取得明康的紅寶刀與荖葉盒，將行刺時卻被明康的妃子看到，她驚叫呼救引來侍衛，羅求尼因等人驚險逃回。明康的女兒修畢占他認出父王的物品，羅娑陀利因此饒了羅求尼因一命。1408年8月，明康撤軍，羅娑陀利出兵追擊，擊潰阿瓦軍、並拿獲了明康的妃子信彌奴。羅娑陀利將信彌奴收入後宮，與其女修畢占他為伴。11月，羅娑陀利隨後進攻卑謬，然卻未能攻下此城。
1409年12月，明康再次率軍（一萬四千兵、1400騎兵、100戰象）南征，卻依然陷入苦戰。1410年5月，羅娑陀利率軍反擊，在沙耶瓦底附近，羅娑陀利與明康單挑象戰，羅娑陀利擊退了明康，隨後勃固軍擊潰了阿瓦軍，擒獲眾多俘虜、軍馬、戰象。明康在兩次慘敗後陷入消沉，將軍權交予王儲明耶覺蘇瓦，委其南征。因羅娑陀利將明耶覺蘇瓦的母親與妹妹都奪入後宮，明耶覺蘇瓦對羅娑陀利恨之入骨。
1410年末，明耶覺蘇瓦率水路兩軍（水師載七千兵；陸路七千兵、600騎兵、40戰象）南征勃固，阿瓦軍進圍重鎮勃生、苗妙。久攻不利後明耶覺蘇瓦回師卑謬、於1411年初進攻阿臘干。明耶覺蘇瓦成功趕走了勃固扶植的阿臘干王，並任命阿瓦的將軍為當地總督。

#### 兩線作戰
羅娑陀利則遣使木邦尋求同盟以共同進攻阿瓦。1411年的雨季過後，羅娑陀利派兩軍進攻阿臘干。在丹兌被勃固軍攻陷後，明耶覺蘇瓦率領的阿瓦援軍（八千兵、300騎兵、30戰象）才趕至，阿瓦軍隨後圍城三月。後來，木邦從北境入侵，明康不得不召回明耶覺蘇瓦，以應付北方的新敵人。阿瓦軍北撤後，勃固軍於1412年攻佔了隆邑。
木邦自1406年明康攻佔孟養後就有意出兵討伐阿瓦。1412年（或1413年），木邦進攻阿瓦，多所殺獲，並將部分俘虜、戰利品獻往明朝。後明耶覺蘇瓦率領的阿瓦軍反擊，在眉苗附近的韋溫（Wetwin）擊敗木邦軍，隨後進圍木邦，至1412年雨季結束、勃固軍大舉進攻卑謬後，明耶覺蘇瓦才被明康調往南線解救卑謬之圍。一說木邦是受明朝的命令進攻阿瓦，在阿瓦軍攻打木邦時，雲南曾派軍（兩萬兵、2000騎兵）前往救援，阿瓦軍伏擊並擊退了明軍，俘虜了五位明將、2000明兵、1000戰馬。
南下的阿瓦軍在卑謬陷入苦戰，直至四個月後，勃固失去兩員大將裴沙（自然死亡）與羅求尼因（死於戰場）後，羅娑陀利才下令撤軍。1413年4月，明耶覺蘇瓦率軍攻下端迪與德贡。茂比之戰中，阿瓦將領萊亞邊奇戰死，明康下令停戰撤軍，但明耶覺蘇瓦抗命不從，繼續進攻勃固。然而，阿瓦的攻勢被擋在达拉與丹林的堅固城防外，於1413年雨季時撤軍。羅娑陀利再次遣使至蘭納與撣族地區尋求聯盟。
1413年（或1414年），在羅娑陀利的煽動下，木邦與木基（Mawke）、木登（Mawdon）再度進攻阿瓦。明康召回南方的明耶覺蘇瓦，令其北討撣軍，並以另一位王子底哈都代為鎮守南方。明耶覺蘇瓦在眉都擊敗撣軍，追討至明朝邊境。
1414年10月，明耶覺蘇瓦再次率領大軍（水師載一萬三千兵、1800艘船；陸路軍八千兵、200騎兵、80戰象）南征勃固。至12月底，阿瓦軍完全佔領了伊洛瓦底江三角洲，迫使羅娑陀利從勃固撤往馬都八，阿瓦軍繼而計畫由東吁與达拉夾擊勃固。然而，北方再度遭到襲擊，撣軍進圍阿瓦城，明康隨後調回明耶覺蘇瓦擊退了撣軍。一說襲來的是明軍，雙方將領騎馬單挑決勝，明將敗後撤軍。
羅娑陀利獲得短暫的修整時機，1415年2月他回到勃固城、並謀劃反擊。1415年3月，羅娑陀利率軍抵達达拉前線，雙方於3月15日交戰，這是緬甸歷史上最著名的戰事之一。羅娑陀利誘使明耶覺蘇瓦孤軍深入，隨後親率30副將乘象對其衝鋒，明耶覺蘇瓦之象受創狂跳，使其從象背摔落重傷，他拒絕了羅娑陀利提供的治療，並謾罵不停。明耶覺蘇瓦死於當天晚上，羅娑陀利厚葬了他。明康聞訊，南下取回了明耶覺蘇瓦的遺體，撤軍北上。

### 晚年
明康因明耶覺蘇瓦的死而傷心欲絕，他召回了鎮守卑謬的王子底哈都，以其為王儲。1416年至1417年，羅娑陀利進攻東吁，被阿瓦軍擊退。隨後的旱季，明康以底哈都為統帥南征勃固，阿瓦軍再次佔領了三角洲地區，羅娑陀利又一次被迫退至馬都八，但阿瓦軍依然無法攻破勃固的防禦，於一年後撤軍。明康在晚年虔誠佛事，崩逝於1422年初。明康的宿敵羅娑陀利則早其一年逝世（或晚其兩個月）。